# Pseudopanurgus arizonicus
Pseudopanurgus arizonicus är en biart som beskrevs av Timberlake 1964. Pseudopanurgus arizonicus ingår i släktet Pseudopanurgus och familjen grävbin. Inga underarter finns listade i Catalogue of Life.